# توماس فنتربيرغ
توماس فنتربيرغ (بالدنماركية: Thomas Vinterberg)‏ مخرج دنماركي من مواليد 19 مايو 1969. هو معروف بإخراجه الصيد (2012) الذي ترشح لجائزة الأوسكار لأفضل فيلم بلغة أجنبية، وبعيدا عن الحشد الصاخب (2015).

## من أفلامه
- الصيد (2012)
- بعيدا عن الحشد الصاخب (2015)
- جولة أخرى (2020)

## روابط خارجية
- توماس فنتربيرغ على موقع IMDb (الإنجليزية)
- توماس فنتربيرغ على موقع مونزينجر (الألمانية)
- توماس فنتربيرغ على موقع قاعدة بيانات الأفلام العربية
- توماس فنتربيرغ على موقع ألو سيني (الفرنسية)
- توماس فنتربيرغ على موقع ميوزك برينز (الإنجليزية)
- توماس فنتربيرغ على موقع أول موفي (الإنجليزية)
- توماس فنتربيرغ على موقع قاعدة بيانات برودواي على الإنترنت (الإنجليزية)
- توماس فنتربيرغ على موقع قاعدة بيانات الأفلام السويدية (السويدية)
- توماس فنتربيرغ على موقع ديسكوغز (الإنجليزية)
- توماس فنتربيرغ على موقع قاعدة بيانات الفيلم (الإنجليزية)